# Jahr Media
Jahr Media (Eigenschreibweise JAHR MEDIA), bis 2020 Jahr Top Special Verlag ist ein Special-Interest-Medienhaus.

## Geschichte
1971 von Alexander Jahr als Jahr Verlag GmbH gegründet, entstand 2000 die heutige Jahr Top Special Verlag GmbH & Co. KG durch ein Joint Venture zwischen dem Jahr-Verlag und dem ortsansässige Special-Verlag, der zur Axel Springer AG gehörte. Standort ist Hamburg, Geschäftsführerin und Verlegerin ist Alexandra Jahr, Tochter des Unternehmensgründers. Im Februar 2012 übernahm Alexandra Jahr die Springer-Anteile komplett und zahlte ihre Geschwister aus. Seither ist sie Alleineigentümerin.

## Publikationen
Der Verlag ist ein internationales Special-Interest-Medienhaus für exklusive, sportive Zielgruppen. Die Verlagsgruppe publiziert 36 periodisch erscheinende Titel in neun Ländern. 20 davon erscheinen in Deutschland: AngelWoche, Blinker, Fliegenfischen, Kutter & Küste, Karpfen, Angelsee aktuell, Aero International, Fliegermagazin, Fotomagazin, GOLFmagazin, Jäger, Mein Pferd, St. Georg, Tauchen, tennisSPORT und tennis magazin.
Zum Portfolio gehören auch die Titel Angel.markt, Tauchen.markt, Fotowirtschaft, outdoor.markt sowie verschiedene Sonderhefte und Verbandszeitschriften. Weitere Titel werden durch die Tochtergesellschaften, unter anderem in den Niederlanden (fünf Titel), in der Schweiz (drei Titel) und als Lizenz in Frankreich, Russland und Polen (jeweils ein Titel) herausgegeben. Außerdem ist der Verlag in den Bereichen Jagen, Tennis und Golf im Corporate Publishing mit vier Titeln aktiv. Die meisten Titel sind auch als digitale Ausgabe erhältlich.